# Louis Couturat
‎
Louis Couturat, francoski logik, matematik, filozof, pedagog in jezikoslovec, * 17. januar 1868, Ris-Orangis, † 3. avgust 1914.
Couturat je najbolj znan po izumitvi umetnega jezika ido, predhodnika esperanta.
1. 1 2  MacTutor History of Mathematics archive — 1994.
2. 1 2  SNAC — 2010.